# Paleo (jeu)
Pour les articles homonymes, voir Paléo.
Paleo  est un jeu de société de Peter Rustemeyer sorti en 2020 et édité en Allemagne par Hans im Glück. C'est un jeu d'aventure coopératif dont le thème est la survie d'une tribu préhistorique à l’âge de pierre.

## Présentation
Chaque joueur dirige un ou plusieurs personnages dans le but que l'ensemble des personnages (donc de l'ensemble des joueurs), appelée la tribu, survive et accomplisse des quêtes: il s'agit d'un jeu coopératif. 
Le jeu se termine par une victoire lorsque les 5 tuiles formant une fresque (symbolisant la réussite de quêtes) ont été remportées par les joueurs, ou par une défaite si 5 tuiles Cranes (représentant la mort de personnages)  ont été récupérées par la tribu. 
Le jeu contient plusieurs paquets de cartes, appelés Module, qui se combinent entre eux pour former un nouveau scénario à chaque nouvelle partie. 
Il remporte le Kennerspiel des Jahres (jeu pour initiés de l'année) en 2020.

## Extensions
| Année | Titre original          | Titre français           | Auteur           | Commentaire                                                                                                  |
| ----- | ----------------------- | ------------------------ | ---------------- | --- |
| 2021  | Paleo : A new beginning | Paleo : Une nouvelle ère | Peter Rustemeyer | Ajout du plateau ferme, nouvelles cartes de base et cartes Personnage, 6 nouveaux modules (M, N, O, P, Q, R) |

### Mini-extensions
| Année | Titre original               | Titre français              | Auteur           | Commentaire                                        |
| ----- | ---------------------------- | --------------------------- | ---------------- | -------------------------------------------------- |
| 2020  | Paleo : The terror Birds     | Paleo : Les oiseaux-terreur | Peter Rustemeyer | Nouveau module : K                                 |
| 2021  | Paleo : Der Initiationsritus | Paleo : Rites d'initiation  | Peter Rustemeyer | Nouveau module : L                                 |
| 2022  | Paleo : The Flash of wit     | Inconnu                     | Peter Rustemeyer | Nouvelles cartes Rêves et 2 nouvelles cartes Idées |
| 2023  | Paleo : The hornets          | Paleo : Les frelons         | Peter Rustemeyer | Nouveau module : S                                 |
| 2024  | Paleo : The White Whale      | Paleo : La baleine blanche  | Peter Rustemeyer | Nouveau module : T                                 |
| 2024  | Paleo : The Caves            | Inconnu                     | Peter Rustemeyer | Nouveau module : U                                 |

## Récompenses
| Année | Cérémonie        | Catégorie               | État        | Références |
| ----- | ---------------- | ----------------------- | ----------- | ---------- |
| 2021  | Spiel des Jahres | Jeu pour connaisseurs   | Récompensé  | [ 5 ]      |
| 2021  | As d'or          | Jeu Expert              | Sélectionné | [ 6 ]      |
| 2021  | Gioco dell'Anno  | Jeu de l'année          | Sélectionné | [ 7 ]      |
| 2020  | Golden Geek      | Meilleur jeu coopératif | Sélectionné | [ 8 ]      |